# Occupation de la Ruhr

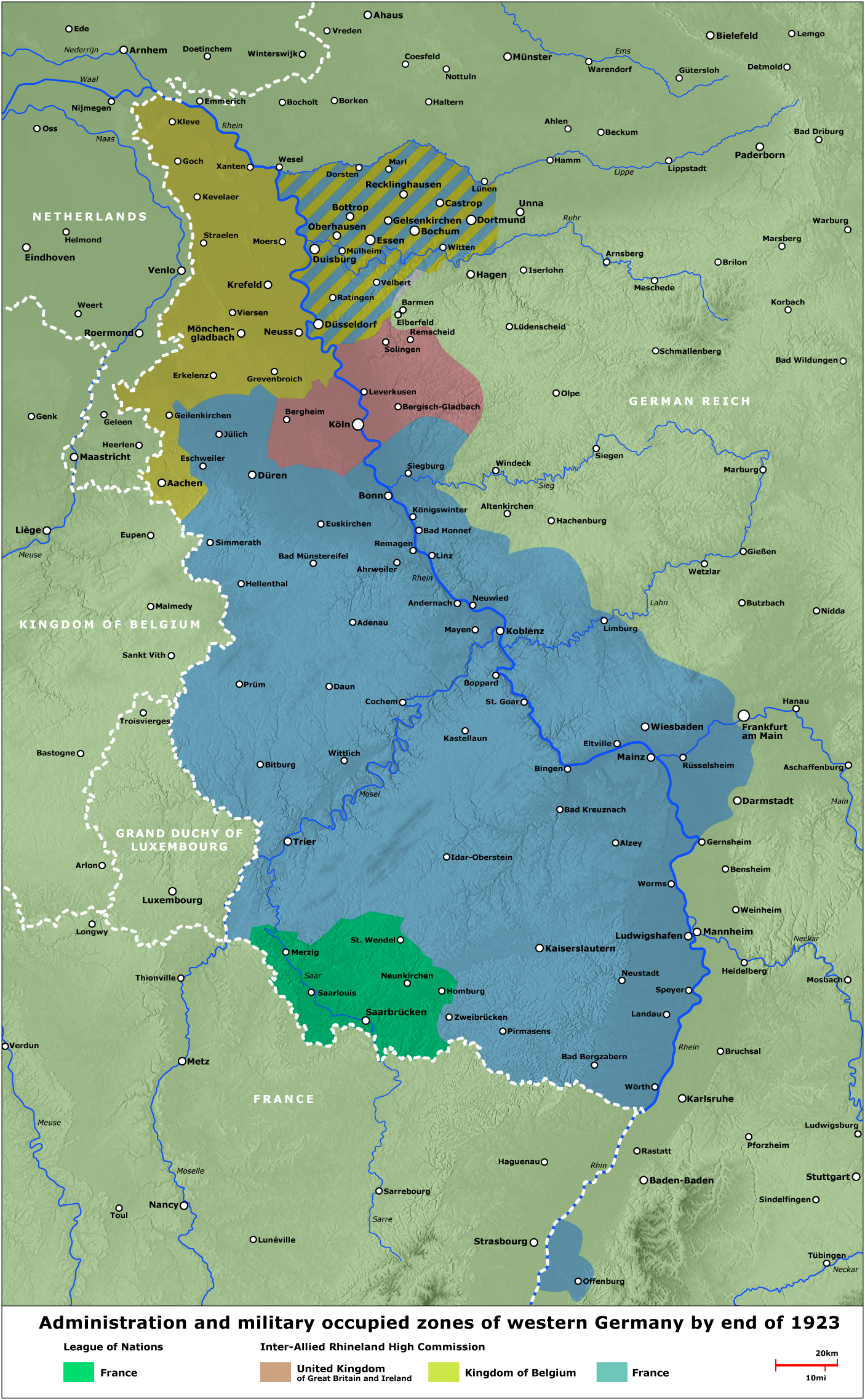
Situation en 1923 de l'occupation de la Rhénanie : en vert, la Sarre occupée par la France sous mandat de la Société des Nations ; l'Eifel et le Rhin moyen par la France (bleu) ; la Rhénanie inférieure occidentale par la Belgique (jaune) ; la région de Cologne par le Royaume-Uni (brun) ; la vallée de la Ruhr vient d'être occupée par la France et la Belgique.

L’occupation de la Ruhr est une opération politico-militaire menée par les gouvernements français et belge en Allemagne entre janvier 1923 et août 1925.
Après la Première Guerre mondiale, qui a débouché sur l'occupation de la Rhénanie par les forces alliées, l'occupation de la Ruhr et de ses sites de production industrielle par des troupes françaises et belges de janvier 1923 à juillet-août 1925 témoigne de la fragilité du traité de Versailles. Cette occupation militaire entend s'opposer par la force au défaut de paiement des indemnités de guerre calculées à l'origine lors du traité, lesquelles restaient largement inopérantes sous la république de Weimar de Wilhelm Cuno. Le bilan économique et politique de l'opération fut largement contesté.

## Contexte
Le territoire de l'Allemagne a été moins ravagé que celui de la France par les combats de la Grande Guerre. Les soldats allemands démobilisés sont en partie frustrés car leur pays leur laisse une image biaisée du rapport de force ayant mené à leur défaite militaire totale (c'est la Dolchstoßlegende, « légende du coup de poignard [dans le dos] »). Ils forment des corps francs pour contourner la démilitarisation. 
La France est d'une part embarrassée par la position conciliante envers l'Allemagne du gouvernement américain ; elle demande des garanties crédibles de sa sécurité par rapport aux vaincus et désire les affaiblir. D'autre part, l'obligation de remboursement des énormes crédits accordés par le Trésor public américain aux Alliés entre 1915 et 1917 pousse aussi concrètement Clemenceau à exiger des dédommagements très élevés. Cette position est soutenue par la Belgique (déclarée prioritaire à ce sujet par le traité de Versailles), et la diplomatie française s'efforce de convaincre les États-Unis du bien fondé de ses vues, comme, entre autres, via son consul général à New York, Gaston Ernest Liébert, vis-à-vis des banques.
Initialement, les gouvernements britanniques qui se succèdent soutiennent des demandes astronomiques de dédommagement (en), le Royaume-Uni se trouvant davantage endetté que la France. Cependant, John Maynard Keynes, Lloyd George et Balfour plaideront ensuite pour une annulation « multilatérale » de toutes les dettes publiques liées au conflit et à la reconstruction. Ceux-ci espéraient que le Royaume-Uni, comme la plupart des autres pays européens, puisse sortir de cette annulation comme profiteur net, pour autant que le Trésor public américain renonce à ses propres créances. La classe politique et la presse britanniques maintiendront le cap sur cet objectif populaire jusqu'à la conférence de Genève de 1929. En 1923, les Britanniques accepteront de rembourser partiellement leur dette s'élevant à 4,6 milliards de dollars aux États-Unis, laissant ainsi la voie libre à de nouvelles levées de capitaux privés à Wall Street.
La France et la Belgique tenteront encore de faire respecter par la force les obligations financières qui étaient imparties aux vaincus par le traité de Versailles, avant de commencer leurs propres remboursements. Finalement, les deux pays accepteront eux aussi de renégocier leur dette de guerre avec leurs créditeurs américains en 1926.

## Occupation

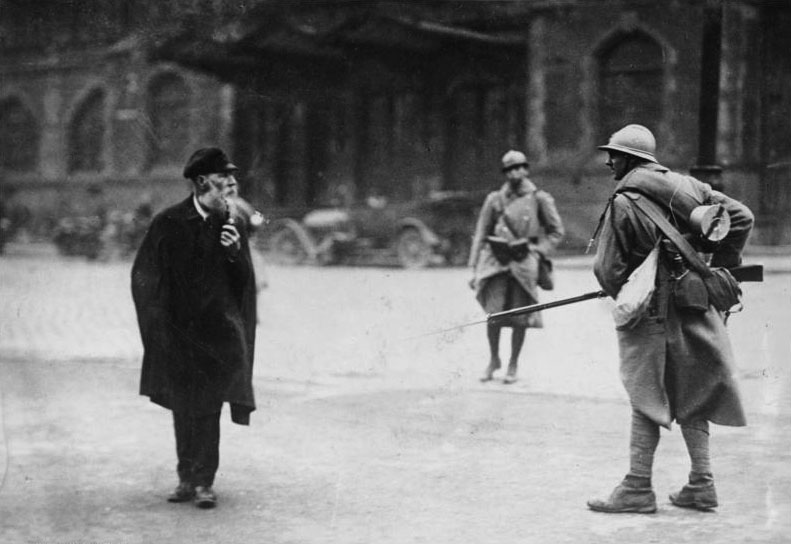
Soldats français dans la région de la Ruhr en 1923.

Déclenchée par l'arrêt des livraisons de bois allemand, décidée par le président du Conseil français Raymond Poincaré, en accord avec le roi des Belges (Albert Ier) et soutenue par les majorités parlementaires de France et de Belgique, l’invasion par l'Armée du Rhin débute le 11 janvier 1923. Elle a pour objectif d’occuper les centres de production de charbon, de fer et d’acier de la vallée de la Ruhr pour obtenir les montants dus par l’Allemagne.

## Conséquences en Allemagne

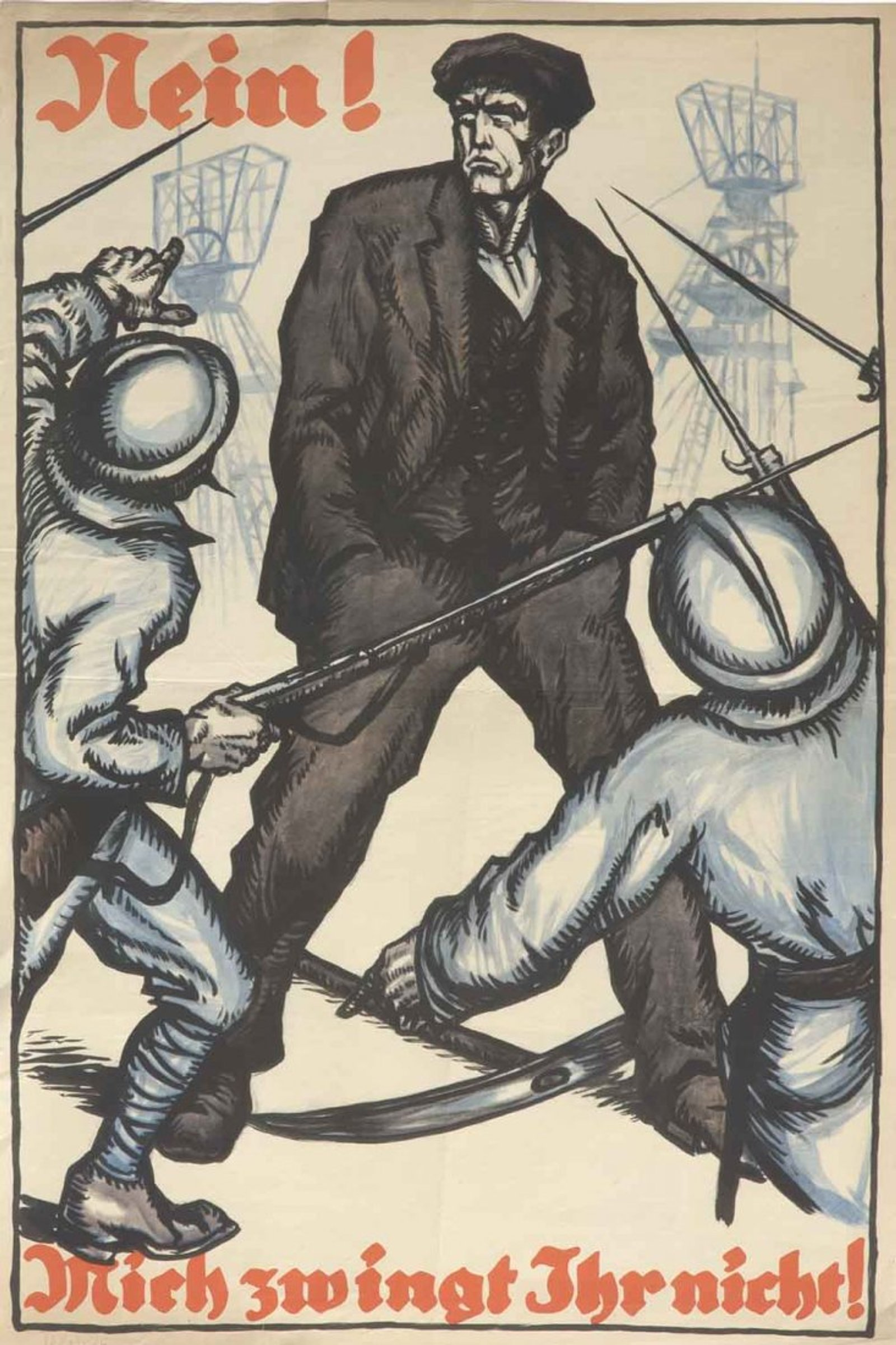
Nein! Mich zwingt Ihr nicht! (« Non ! Vous ne me forcerez pas ! ») : affiche du 13 janvier 1923 appelant les mineurs de la Ruhr à faire grève.

Cette opération suscite en Rhénanie une vague de résistance passive, des mouvements de grève, des incidents et affrontements et des actes de sabotage, repris ensuite par la propagande nazie sous le nom de Ruhrkampf. Face au désastre économique, le gouvernement du chancelier Gustav Stresemann appelle cependant, en septembre 1923, à l’arrêt des actions de résistance passive et met fin à l'hyperinflation. Il s'engage à respecter les obligations imposées par le traité de Versailles et proclame l'état d'urgence : l'agitation publique se transforme en certains endroits du pays, en émeutes voire en tentative de coup d'État contre la république de Weimar, lors du putsch de la Brasserie de Hitler et Ludendorf. Des attentats ont également lieu contre les troupes belges.
L'occupation accentue l'inflation allemande qui échappe à tout contrôle : en janvier 1923, un dollar américain valait 17 000 Reichsmarks ; en juillet, 350 000 ; en décembre, 4 200 milliards. La crise est également économique et sociale, avec une production industrielle au plus bas, des émeutes de la faim, des pans entiers de la société basculant dans la pauvreté.
Une éphémère République rhénane est proclamée à Aix-la-Chapelle en octobre 1923, ce qui pourrait favoriser la politique franco-belge d'affaiblissement de l'Allemagne. Cette initiative de groupes rhénans opposés à l'héritage prussien de l'Allemagne n'aura aucune suite. L'opinion publique allemande considère qu’elle favorise les intérêts étrangers.

## Conséquences ailleurs

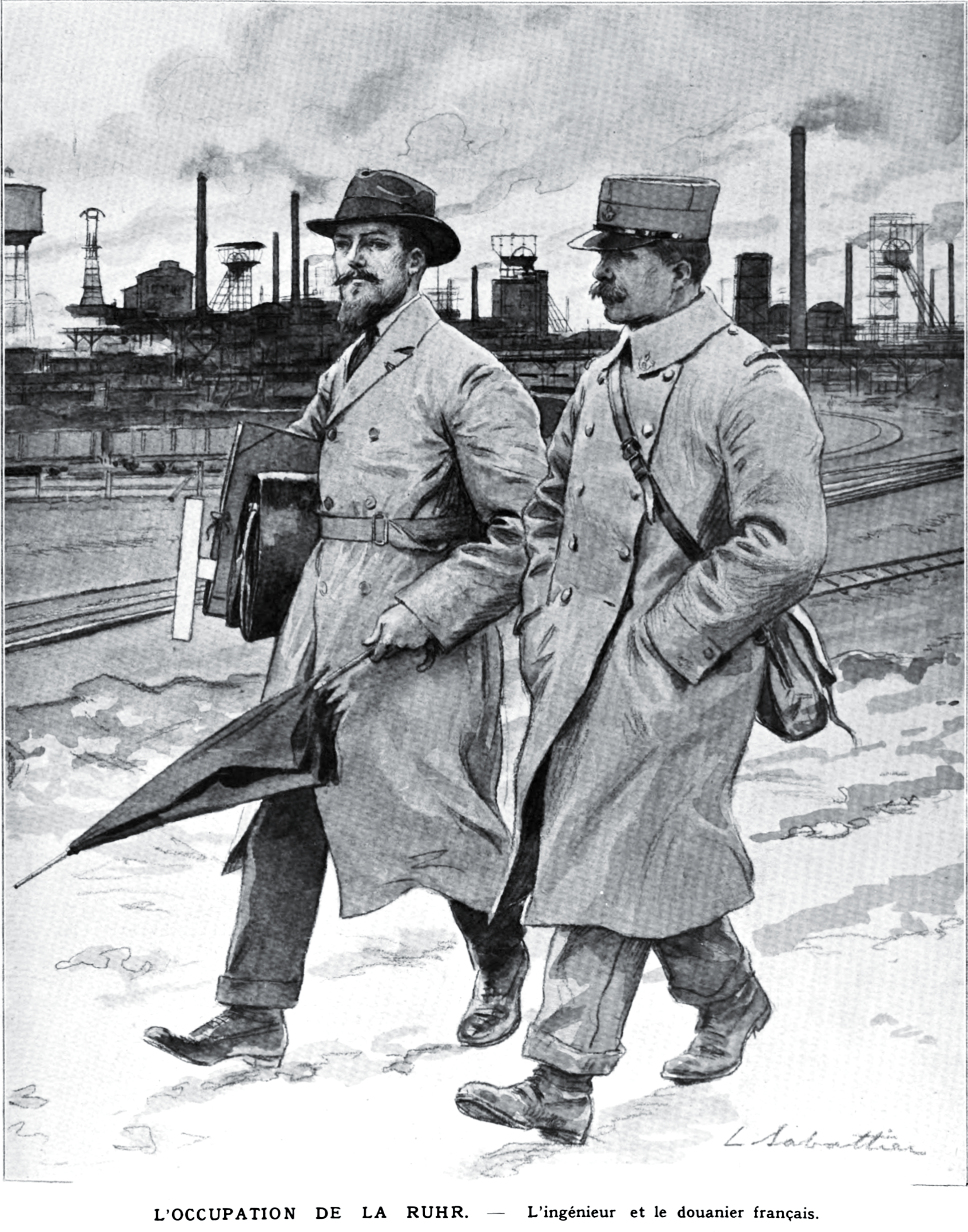
L’Occupation de la Ruhr : l'ingénieur et le douanier français. Vue française de l’Illustration du samedi 13 janvier 1923.

En France, le Parti communiste s'oppose à l'occupation et diffuse une propagande pacifiste et antimilitariste. Plusieurs de ses dirigeants (Marcel Cachin, Gabriel Péri, Georges Marrane, Gaston Monmousseau, etc.) sont inculpés pour « attentat contre la sureté extérieure et intérieure de l’État » et emprisonnés plusieurs mois.
Sur le plan international, cette occupation provoque un sentiment de sympathie à l’égard de l’Allemagne mais aucune action concertée, aucun pays ne voulant prendre la responsabilité d'une remise en cause du traité de Versailles.
La sidérurgie lorraine, très dépendante du coke importé d'Allemagne, affronte une grave pénurie de combustible. Les usines sont contraintes de s'arrêter. En janvier 1922, près de la moitié des hauts fourneaux lorrains est hors feu. En août, la situation s'améliore, mais la chute du mark empêche les maîtres de forges d'exporter les stocks qu'ils ont accumulés depuis l’Armistice en espérant des jours meilleurs. Le prix de l'acier s'effondre et les pertes s'accumulent. En début 1923, les expéditions de coke baissent à nouveau : du 15 janvier 1923 au 15 mars 1923, le nombre de hauts fourneaux à feu passe de 40 à 13. En mai, les sidérurgistes n'ont reçu que 165 000 t de coke, alors que le gouvernement visait 20 000 t/j.
Pour autant, la grève brise momentanément le pouvoir des industriels allemands : « La dureté nationaliste du comportement des sidérurgistes de la Ruhr, de la défaite de 1918 à la « résistance passive » de 1923, ne doit pas masquer l’effondrement de leur puissance à la fin de 1923 et au début de 1924. Pendant près d’un an, le pouvoir politique des milieux d’affaires allemands est brisé, en Allemagne et dans la vie internationale ; Stinnes et Krupp, et à leur suite tous les autres, acceptent les conditions imposées par Poincaré. »

## Évacuation

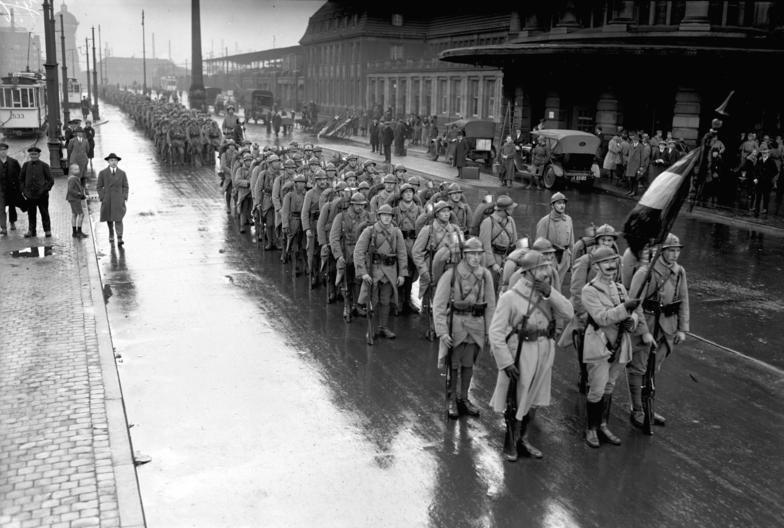
Retrait des forces françaises de Dortmund en 1924.

Confrontées à leurs propres difficultés économiques car elles ne tirent pas suffisamment de ressources de cette imposition, la Belgique et la France (sous l'action de Paul Painlevé et Aristide Briand) finissent par accepter les propositions du plan Dawes et retirent leurs troupes en juillet et août 1925. Elles évacuent Düsseldorf, Duisbourg et l’important port fluvial de Ruhrort.
Le 25 août 1925, l’occupation de la Ruhr est terminée. Celle de la Rhénanie se poursuit encore jusqu'en 1930, avec le soutien des Britanniques. Des points de vue français et belge, l’opération ressemble à un échec : elle démontrait que la communauté internationale ne veut rien faire au sujet des différends persistants entre la France et l'Allemagne. Cela est à mettre en rapport avec la passivité des signataires de Versailles lors de la remilitarisation de la Rhénanie par Hitler en 1936, au mépris du traité de Versailles.

## Documentaires
- Occuper l’Allemagne ! réalisé par Jérôme Prieur en 2019[14].
- Chroniques de l'occupation de la Rhénanie réalisé par Dominik Wessely en 2020[15].